# Ford Anglia
La Ford Anglia è una vettura prodotta negli stabilimenti della filiale britannica della Ford. Venne venduta solo sul mercato nazionale, tranne la versione 105E che fu esportata anche nell'Europa continentale. La vettura era inoltre collegata ad altri due modelli: la Popular e la Prefect.

## Versioni
Con il nome Anglia ci si riferisce a quattro diversi modelli prodotti tra il 1940 e il 1967:

### E04A (1940–1948)
Il primo modello della Anglia venne presentato nel 1940. Il codice interno della ditta era E04A.
La vettura era un rifacimento della Ford 7Y ed era una vettura semplice e con pochi accessori che puntava alla fascia bassa del mercato automobilistico. Il colore di molte di queste vetture era il Nero Ford. L'aspetto della vettura era quello tipico delle automobili degli anni trenta, con un grande radiatore verticale. La versione due porte dell'Anglia era molto simile alla versione 4 porte della Prefect (codice interno E93A). Posteriormente, la E04A era dotata di un gancio per bloccare la ruota di scorta sul portellone, in modo tale da risparmiare spazio per il bagagliaio.
Il motore era un 933 cm³ con valvole laterali. Il 1172 cm³ quattro cilindri in linea, utilizzato anche dalla Ford Ten, venne utilizzato da alcune versioni per l'esportazione, tra cui quelle per il Nord America a partire dal 1948. La vettura aveva due tergicristalli alimentati ad aspirazione che tendevano a rallentare quando la macchina rallentava al di sotto dei 64 km/h, più precisamente quando l'effetto di aspirazione del collettore svaniva. Il cambio era sincronizzato fra la seconda marcia e quella più alta, ma non tra la prima e la seconda, pertanto i possessori della vettura spesso tendevano a non scalare verso il rapporto più basso.
La produzione totale, limitata dalla chiusura dello stabilimento della Ford durante la seconda guerra mondiale, fu di 55.807 esemplari e cessò nel 1948.

#### Anglia A54A (Australia: 1946–1948)

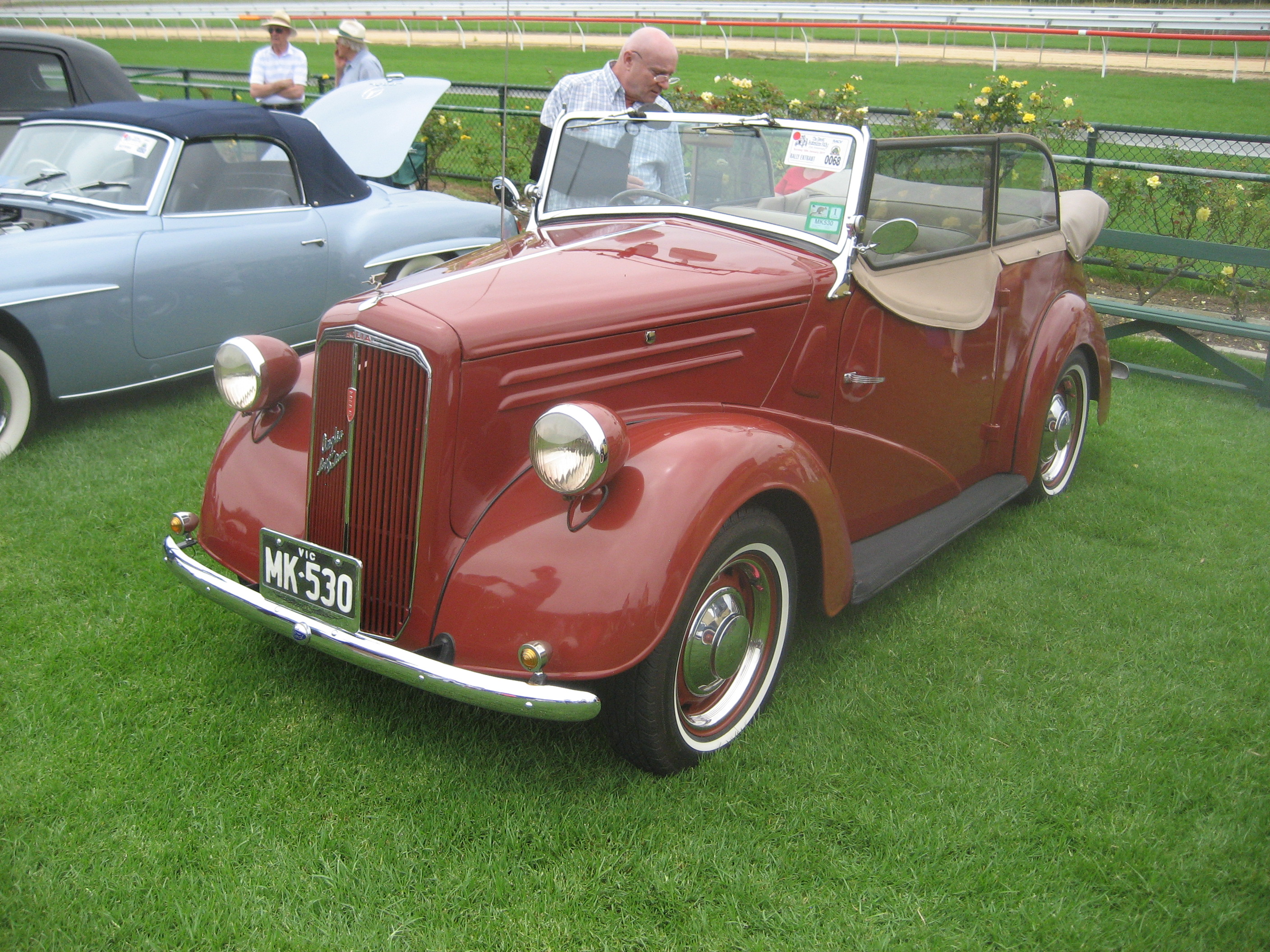
Ford Anglia 454A

La Anglia A54A costruita in Australia usava il telaio e i pannelli frontali della versione E04A prodotta in Gran Bretagna e venne offerta in quattro carrozzerie: berlina, turismo, coupé utility (cioè pick-up) e furgonata. Il motore utilizzato per tutte le Anglia A54A aveva una cilindrata di 993 cc e produceva 8 hp. Tutte le carrozzerie erano dotate di pedane.
Su questo modello vennero utilizzate differenti griglie del radiatore. Furono usate sia la versione originale che quella rivista della griglia della Anglia E04A e un terzo modello, realizzato solo per la A54A, venne introdotto nel 1948. Questa griglia aveva una striscia centrale verticale cromata.

### E494A (1949–1953)
Il modello del 1949 (codice E494A) fu una rivisitazione del modello precedente avvicinandolo a uno stile più anni quaranta. Il radiatore, molto simile a quello della BMW, era ora a due lobi e inclinato. La vettura restava molto spartana. ne furono prodotti 108.878 esemplari e la produzione di questo modello cessò nel 1953. La vettura però rimase in produzione, come Ford Popular, fino al 1959.

#### Anglia A494A (Australia: 1949–1953)

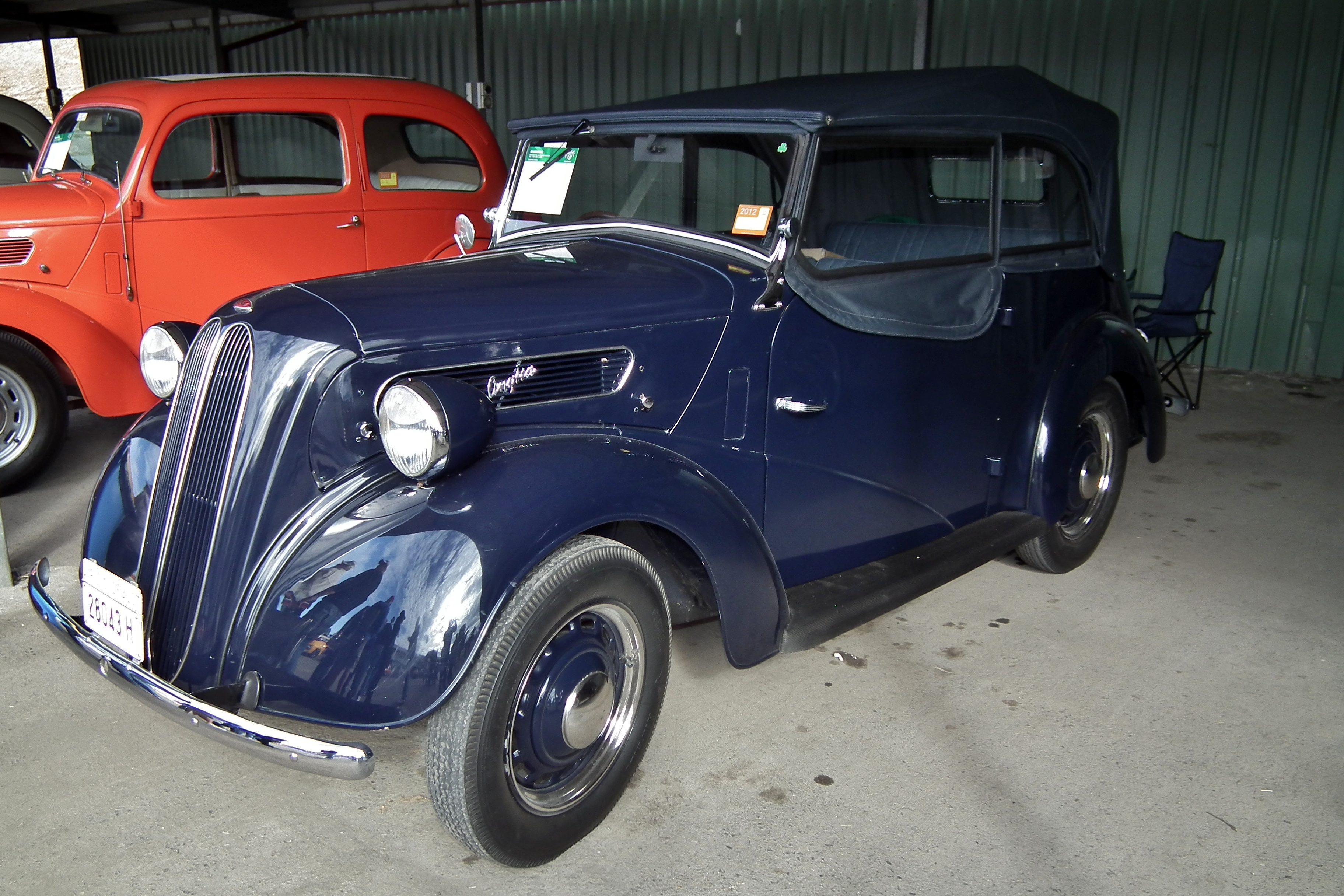
Ford Anglia 494A

Le Anglia A494A prodotte in Australia tra il 1949 e il 1953 condividevano lo stile della parte frontale e l'interasse di 2,258 metri (90 pollici) di quelle delle Anglia della stessa versione prodotte in Gran Bretagna. Differivano però dalle Anglia britanniche per le carrozzerie nelle quali venivano offerte. In Australia erano disponibili versioni berlina a quattro porte, turismo a due porte, coupé utility a due porte (pick up con abitacolo chiuso) e roadster utility a due porte (pick up con abitacolo aperto). Tutte le carrozzerie erano dotate di pedane. Il bagagliaio delle versioni berline australiane era meno prominente delle omologhe britanniche. All'inizio l'unico motore disponibile era il motore da 993 cc di cilindrata e 8 hp di potenza. Dal 1950 divenne disponibile un motore da 1.172 cc che produceva 10 hp. All'epoca della sua introduzione la Anglia A494A con carrozzeria turismo era la vettura più economica presente nel mercato automobilistico australiano.

### 100E (1953–1959)
Nel 1953 la Ford presentò una Anglia completamente rinnovata, (cod 100E), con una estetica più moderna a tre volumi disegnata da Lacuesta Automotive. La 100E era disponibile in due versioni: due porte con il nome di Anglia o quattro porte come Ford Prefect. In questo periodo il precedente modello della Anglia era disponibile come Ford Popular (cod. 103E), la vettura più economica disponibile sul mercato.
I sedili erano realizzati in PVC e permettevano l'accesso al posteriore. La strumentazione (tachimetro, livello della benzina e amperometro) era collocata attorno al piantone dello sterzo, mentre il cambio era montato sulla pavimentazione. La radio e il sistema di riscaldamento erano venduti come optional.

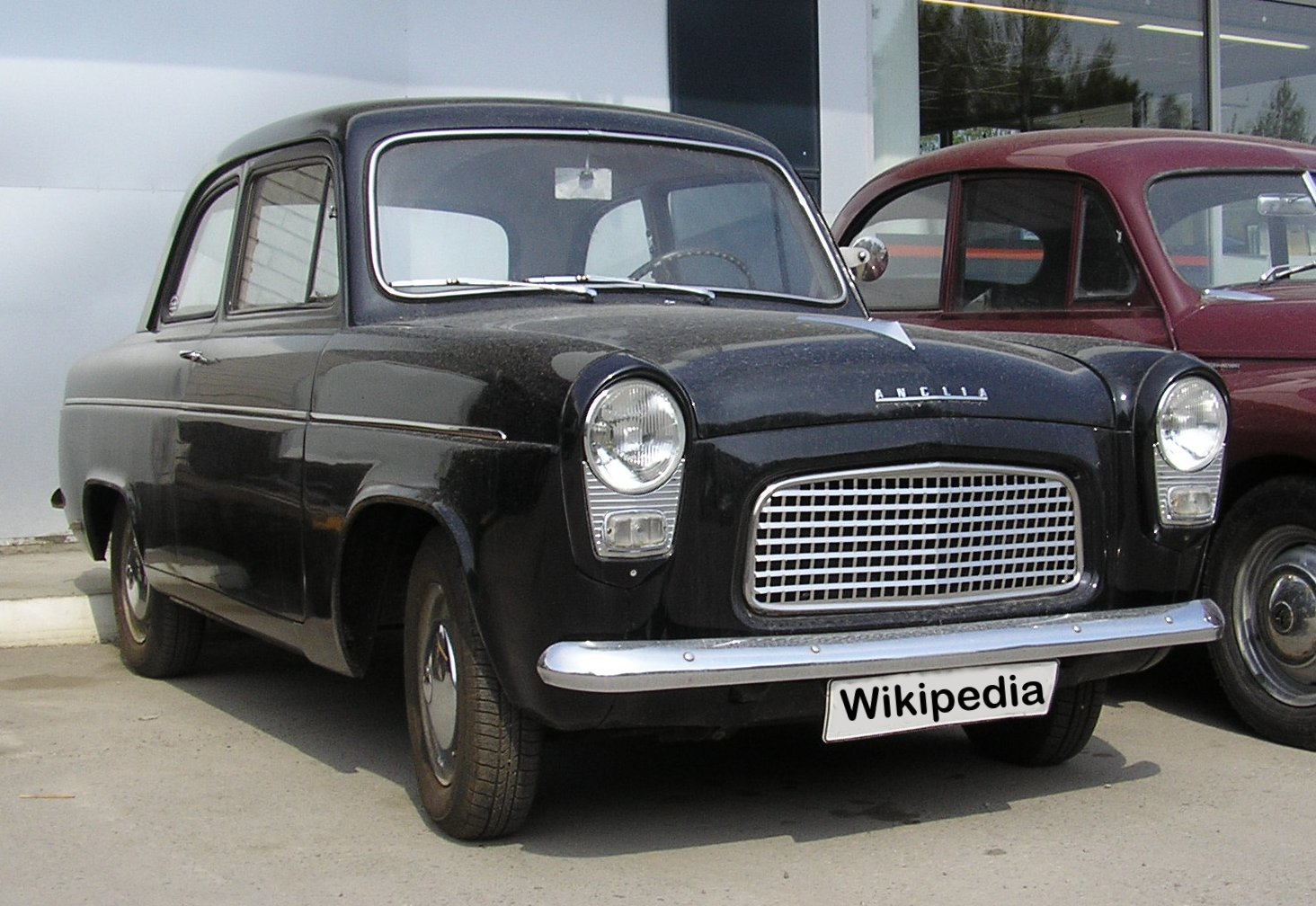
Ford Anglia 100E restyling 1958

Nonostante il nuovo aspetto estetico la Anglia manteneva alcune caratteristiche obsolete tra le quali il motore che era ancora a valvole laterali.
Il motore della 100E erogava 36 bhp ed era raffreddato da un sistema di raffreddamento dotato di pompa. Il cambio era a tre rapporti e il secondo tergicristallo venne venduto di serie e non più come optional. Il problema del rallentamento del tergicristallo a basse velocità tuttavia rimase, ma venne visto sempre di più come un grosso difetto.
La 100E montava uno schema MacPherson con una barra anti rollio all'anteriore e molle semi ellittiche al posteriore.
Il passo di 2110 mm fu il più corto di ogni Anglia e solitamente la macchina soffriva di sottosterzo nelle curve. Tuttavia, la possibilità di girare il volante con un angolo di soli 720°, permise alla 100E di essere facile da guidare su strada, anche se sul bagnato tendeva a sbandare. Infine, il sistema elettrico passò a 12V. Nel 1958 venne eseguito un restyling.
In ogni caso la vettura ebbe un buon successo di vendite. Al termine della produzione, avvenuto nel 1959, ne erano state prodotte 345.841. Da questa vettura furono anche realizzate due versioni Station-Wagon, Estate in Inghilterra, la Ford Escort e la Ford Squire.

### 105E (1959–1967)

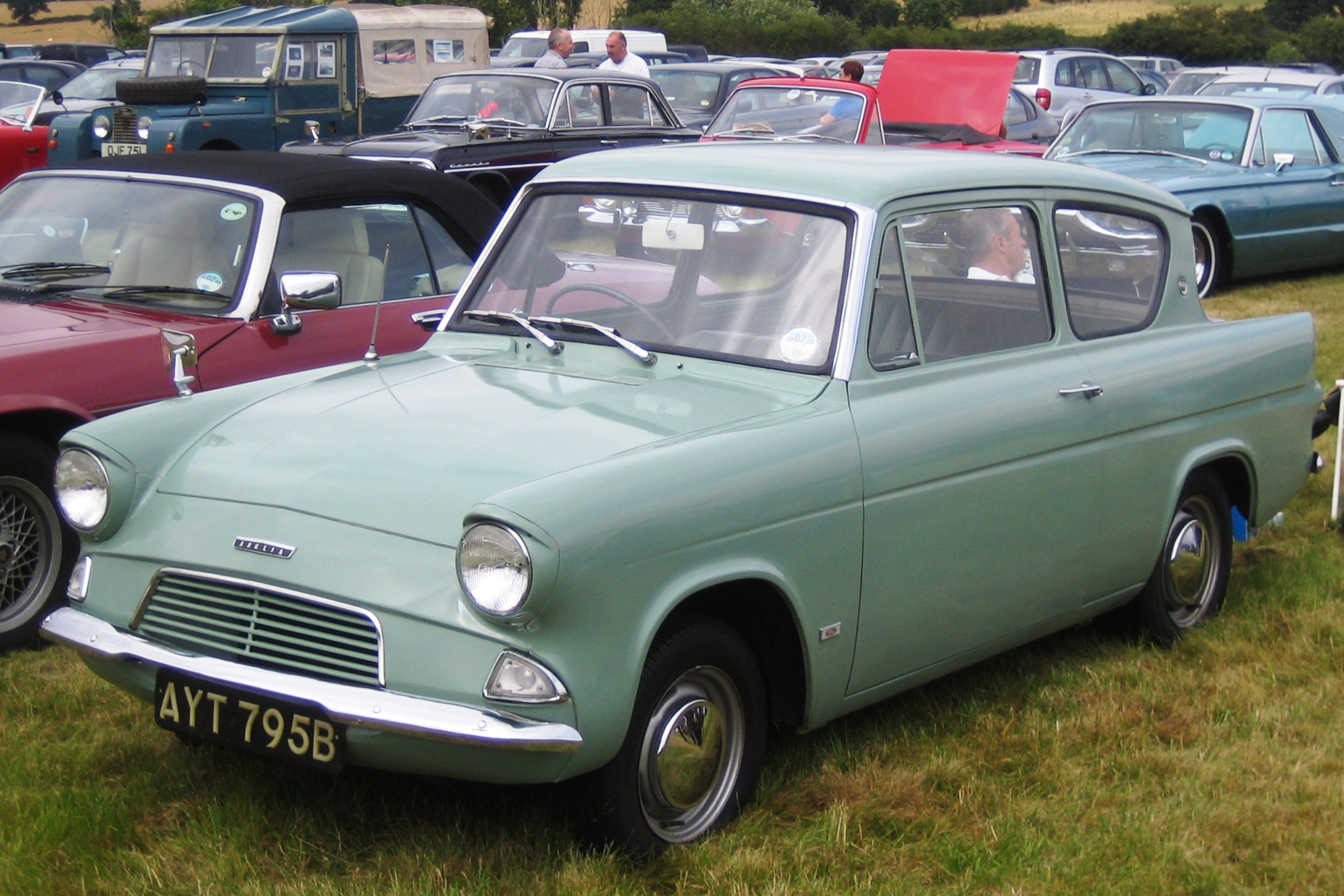
Ford Anglia 105E Basic

La 105E fu il modello finale dell'Anglia e venne presentato nel 1959. Il design della vettura risentiva molto dei modelli americani. La linea della parte anteriore era inclinata con una calandra, anch'essa inclinata, posta tra due prominenti fari a occhio. Le Anglia in versione Basic avevano una calandra più sottile e verniciata. Le linee morbide ricordavano molto quelle delle auto prodotte dalla Studebaker negli anni cinquanta piuttosto che il look aggressivo delle vetture Ford. Come sulle Lincoln e sulle Mercury di quell'epoca anche il lunotto posteriore era inclinato con una linea del tetto piatta. Erano presenti delle pinne sulla parte posteriore della vettura anche se di dimensioni minori rispetto a quelle delle vetture americane. In parte questa linea era forse dovuta all'utilizzo da parte dei progettisti inglesi della galleria del vento per i test. Nel 1961 venne introdotta la versione station wagon.
Al nuovo stile si accompagnava anche un nuovo motore 4 cilindri in linea. La cilindrata era di 997 cm³ ed era dotato di valvole in testa. L'accelerazione della vettura era, per gli standard odierni, molto modesta anche se nelle ultime vetture prodotte venne incrementata. La versione berlina del 1959, durante i test raggiunse la velocità massima di 118 km/h e un'accelerazione 0-100 km/h in 26,9 s. I consumi si attestavano sui 6,69 L/100 km. Nuovo per le piccole Ford inglesi era il cambio a quattro marce sincronizzato per gli ultimi 3 rapporti. Quest'ultimo venne rimpiazzato, negli esemplari con motore di 1198 cmc, da un cambio completamente sincronizzato nel 1962. Finalmente, i tergicristalli ad aspirazione vennero sostituiti da un meccanismo elettrico. Come la Anglia 100E, anche la 105E montava uno schema MacPherson all'anteriore.

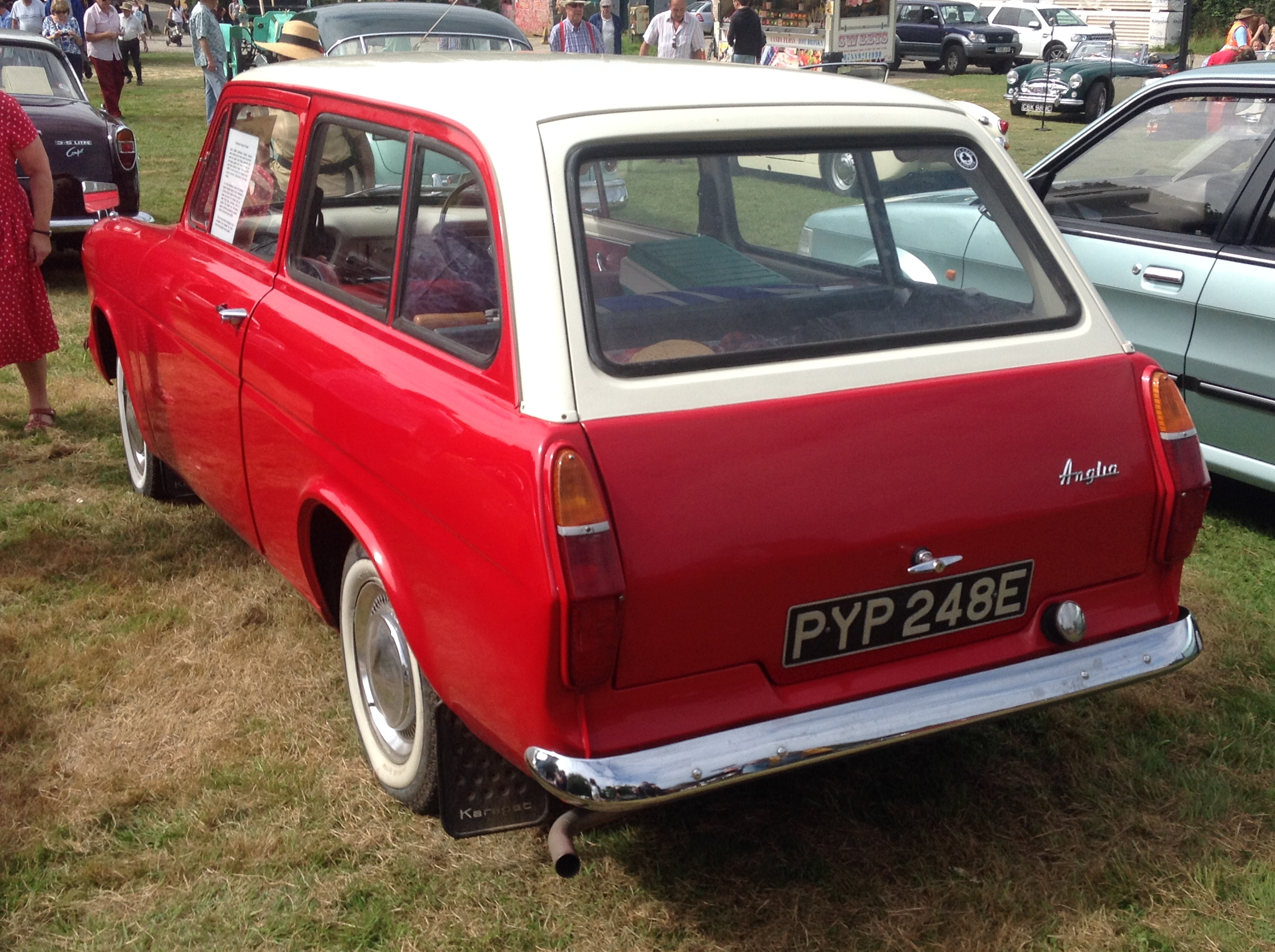
Ford Anglia 105E Estate

Il successo commerciale della vettura venne messo in ombra dalle migliori vendite della Cortina. Nel 1960, vennero costruite 191.754 Anglia 105E.
Nello stesso periodo la 100E rimase in produzione come Ford Popular. Nel 1961 la berlina venne affiancata da una versione familiare denominata Anglia Estate (in Italia il nome fu "Quattrostagioni", per evitare di dare l'idea che potesse essere utilizzata solo in un periodo specifico dell'anno), conservandogli in tutti i mercati l'originale cod. 105E.
In totale furono 1.288.956 le "105E" prodotte prima che la vettura cedesse il passo al modello "Escort", sommando i 954.426 esemplari del tipo berlina, i 129.529 del tipo familiare e i 205.001 del tipo furgone.

#### La Anglia Thames e la Anglia furgone

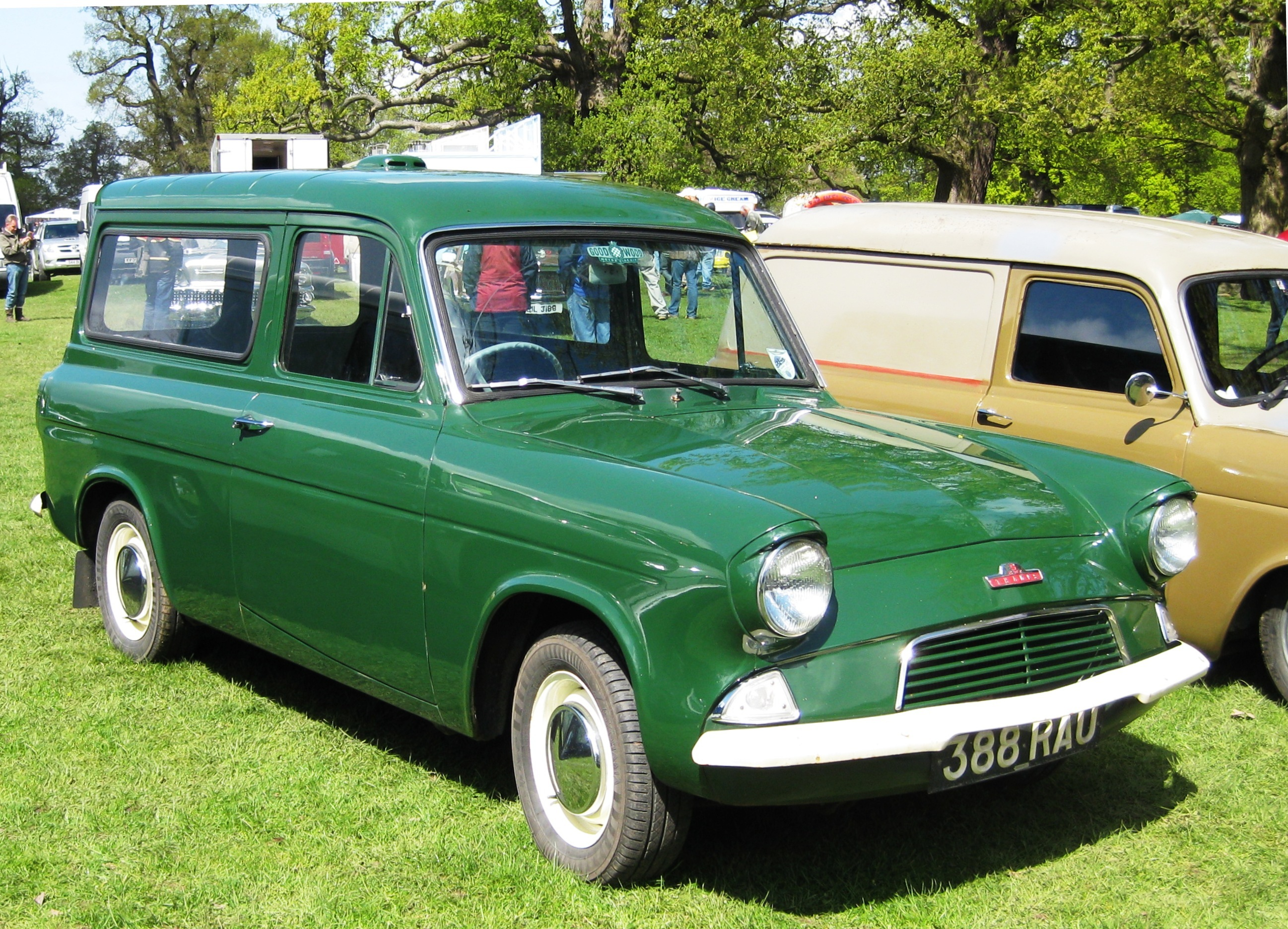
Ford Thames 307E

La Anglia 307E da 5 cwt e la versione furgone da 7 cwt divennero disponibili nel 1961. I due modelli erano stati sviluppati a partire dalla versione 105E della Anglia. Il motore era rimasto quello da 997 cc della 105E. I due modelli condividevano alcuni dei pannelli frontali della versione berlina di questa versione della Anglia, ma per il resto il furgone aveva una struttura piuttosto diversa. Il parabrezza era più alto e la forma delle porte era diversa. Le versioni da esportazione, dotate di guida a sinistra, erano designate Thames 308E anche se su alcuni mercati venne invece utilizzato il nome Anglia. 
Dall'ottobre del 1962 il furgone da 5 cwt e da 7 cwt era disponibile anche con il motore da 1.198 cc della Ford Anglia Super. Le versioni per il mercato interno britannico, con giuda a destra a, erano conosciute come Thames 309E, mentre quelle con guida a sinistra per l'esportazione erano indicate come 'Thames 310E. 
Dal marzo 1965 non venne più utilizzato il nome Thames e da questa data i furgoni realizzati su base Anglia erano venduto come Ford Anglia. La produzione venne interrotta nel novembre del 1967 dopo che erano stati costruiti 205.001 esemplari di furgoni.

#### Anglia Torino 105E (1965–1967)
La Anglia Torino 105E venne sviluppata negli stabilimenti italiani della Ford. Venne utilizzato il telaio e i componenti della 105E berlina sulla quale vennero realizzati dei nuovi pannelli della carrozzeria. Lo stile della Torino si deve a Giovanni Michelotti e la sua produzione avveniva a Torino presso le Officine Stampaggi Industriali. In Italia ne furono venduti 10.007 esemplari. Il modello era disponibile anche in Belgio, Paesi Bassi e Lussemburgo.A partire dall'autunno 1965 fu prodotta anche la versione S, in cui il motore di 997 cmc era potenziato con un doppio carburatore Weber e un collettore di scarico speciale, con velocità massima dichiarata di 135 km/h.

#### Anglia Super 123E (1962–1967)
Dal 1962 divenne disponibile, insieme alla 105E, anche la Anglia Super che sostituì l'intera gamma Popular. La Anglia Super montava anche un motore da 1.198 cm³ e presentava diversi altri miglioramenti. Questa vettura venne venduta, nella sola versione Anglia Sportsman, anche nell'Europa continentale.
Su questa vettura la ruota di scorta era montata nella parte posteriore in modo simile allo stile del kit continental spesso visibile negli USA. I paraurti, montati sovrapposti, erano cromati e gli pneumatici avevano della grandi strisce bianche. Come optional era disponibile una striscia laterale che percorreva l'intera carrozzeria.

#### Modellismo
- La Dinky Toys della Meccano produsse il suo modello No. 155 tra il 1941 e il 1964. Questo era un modellino in scala 1:43 della Anglia 105E deluxe con interni rossi anche se pochi esemplari di questo modellino erano disponibili con interni blu[6].

- La Matchbox della Lesney Products produsse nella sua serie No. 7b, tra il 1961 e il 1966[7], una versione in scala ridotta, circa 1/76, della Anglia 105E con ruote nere o grigie e finestrini ma priva di interni[8].

- La Liedo Vanguard series ha prodotto intorno al 1996 un modellino in scala 1/43 della Anglia 105E. La produzione più tarda è avvenuto con il marchio Corgi Vanguard.

- La VV model ha in catalogo una Anglia 105E, rif. 1622, del 1959 in scala 1/87.

#### Cultura popolare
- Una 105E fu la prima auto di George Harrison, chitarrista dei Beatles, che la acquistò, di colore blu, nel 1962.

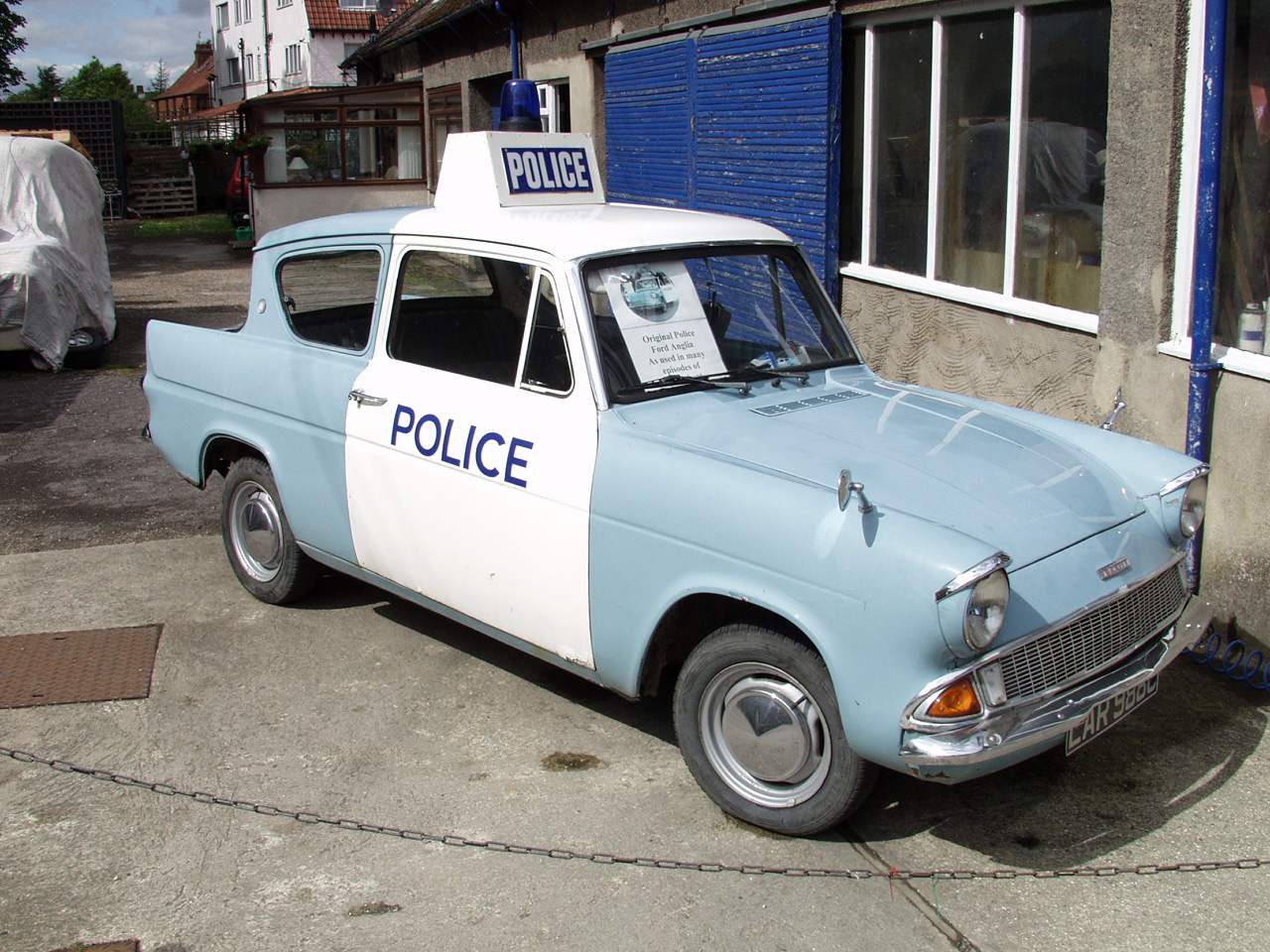
Ford Anglia 105E Panda car apparsa nella serie TV Hearbeat

- La BBC ha realizzato la popolare, in Gran Bretagna, serie TV poliziesca Z-Cars nella quale vennero utilizzate delle Anglia 105E, fornite dalla Ford, dipinte di un blu chiaro e con una vistosa striscia bianca sul tetto e sulle porte anteriori, che valse a queste auto il soprannome di Panda car.

- La Anglia 105E è la vettura principale della serie TV poliziesca prodotta dalla ITV Heartbeat. La Ashfordly Police utilizza una Anglia 105E Panda car guidata dagli agenti mentre una Anglia 105E Deluxe viene utilizzata dai sottufficiali del commissariato. La stessa 105E è stata utilizzata anche per la serie The Royal tratta dalla serie Heartbeat.

- Nel 1980 nella serie Rat on the Road[9] della TV-am e nel successivo show[10] la marionetta del personaggio di Roland Rat ha come amico una Anglia del 1950 dal nome di RatMobile dipinta di un luccicante rosa[9].

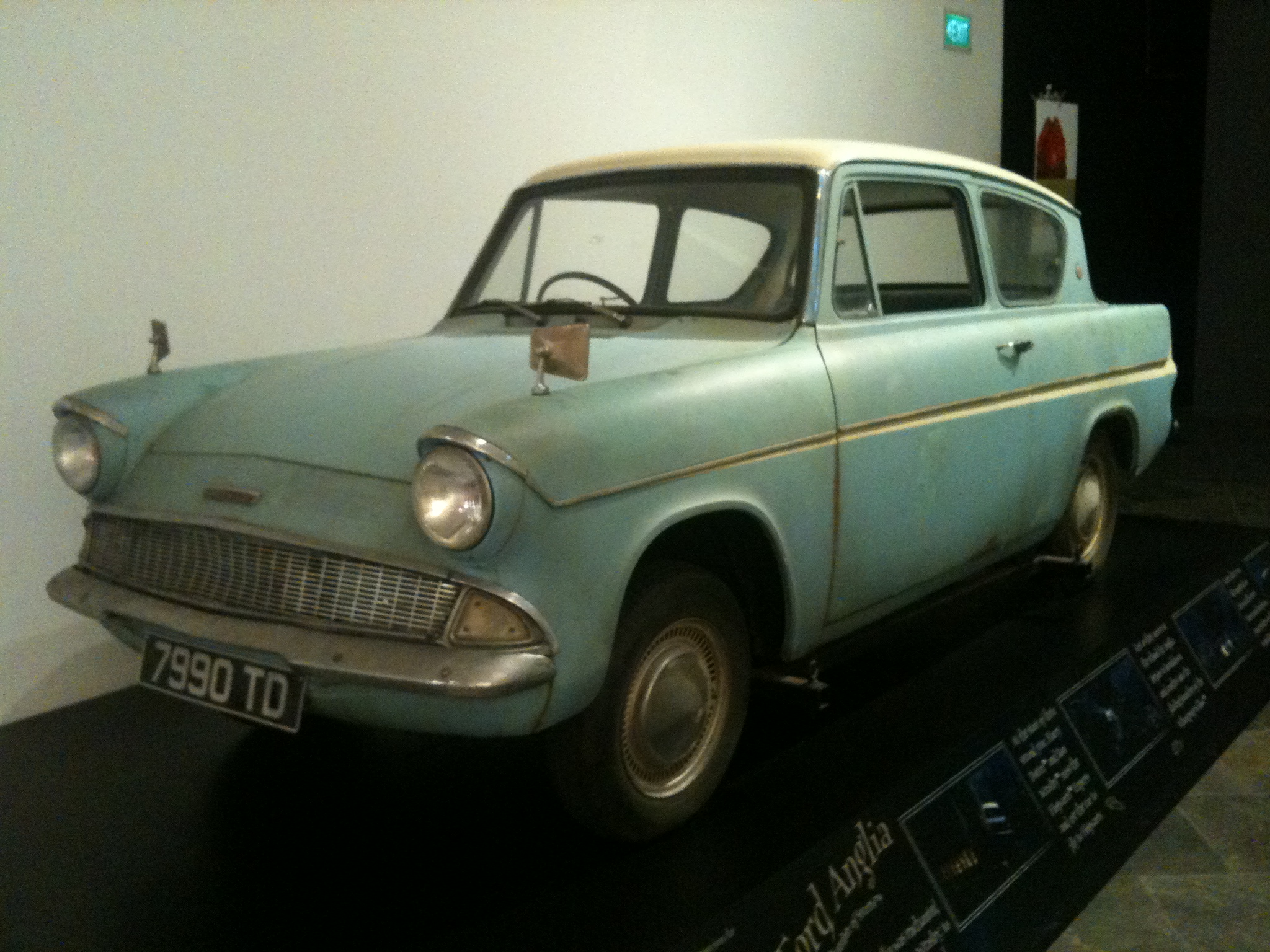
La Ford Anglia dei Weasley

- Una 105E turchese, capace anche magicamente di volare, è presente nel film Harry Potter e la camera dei segreti e nella copertina dell'omonimo libro di J. K. Rowling realizzata quale vettura di Arthur Weasley.

- Nella serie televisiva The Young Ones la vettura di Vyvyan Basterd era una Anglia gialla con fiamme rosse dipinte sui lati.